# Кедас, Элисео
Элисео Кедас (порт. Elyseo Quedas; 4 июля 1913, Сан-Паулу — 30 января 1988, Гуарульюс, Сан-Паулу) или Илисио Кедас (порт. Elísio Quedas), по прозвищу Кариока (порт. Carioca) — бразильский футболист.

## Карьера
Элисио Кедас начал свою карьеру в клубе «Португеза Деспортос», дебютировав в команде 22 мая 1932 года в игре против клуба «Интернасьонал», дебют вышел удачным, «Португеза» разгромила своего соперника со счётом 3:0. Кедас играл в клубе до 1937 года выиграв два чемпионата штата Сан-Паулу в 1935 и 1936 годах, а в 1936-м ещё и стал лучшим бомбардиром штата, забив 19 мячей. Всего же Кедас за «Португезу» забил 55 голов в 62-х матчах. Последний матч в составе клуба он провёл 10 января 1937 года против команды «Флуминенсе», завершившийся победой «Португезы» 4:1 в соревновании названом Турнир чемпионов, в котором играли чемпионы штатов Сан-Паулу, Минас-Жерайс, Рио-де-Жанейро и Эспириту-Санту.
В 1937 году Кедас покинул ряды Португезы и перешёл в клуб «Сан-Паулу», во время выступлений за который Кедас забил 43 мяча.

## Достижения
- Чемпион штата Сан-Паулу (2): 1935, 1936
- Лучший бомбардир штата Сан-Паулу: 1936 (19 голов[2])